# 원한의 거리에 눈이 내린다
"원한의 거리에 눈이 내린다"는 1971년 공개된 대한민국의 영화이다.

## 배역
- 박노식
- 문희
- 장동휘
- 김희라
- 최지희
- 최봉
- 황백
- 이예민
- 박동용
- 장훈
- 김영인
- 최성규
- 김세라
- 남방운
- 조석근
- 김경란
- 소라성
- 정성원
- 권일수